# زمستان ۶۲
زمستان ۶۲ نام رمانی از اسماعیل فصیح دربارهٔ جنگ ایران و عراق است.
خلاصه داستان به این شرح است: 
اوایل دی ماه سال۱۳۶۲ جلال آریان، منصور فرجام را از تهران به اهواز می‌رساند تا یک مرکز آموزش زبان و کامپیوتر برای دولت تأسیس کند. جلال نیز خود در جستجوی پسر خدمتکارش است که در جبهه مجروح شده است. منصور با آشنایان جلال در اهواز از جمله مریم جزایری، دخترش، دکتر یارناصر و خانواده‌اش، آشنا می‌شود. ولی کار یافتن جوان مجروح و تأسیس مرکز آموزشی به جایی نمی‌رسد و جلال به تهران نزد خواهرش برمی‌گردد. وقت به پایان رسیده است. 
جلال در سفر دوم، چند روز بعد، به اهواز برمی‌گردد تا یک دوره فشرده در دانشکده نفت تدریس کند و همزمان جستجوی جوان مجروح را پی‌گیرد. بیماری قلبی منصور آشکار شده و جلو نرفتن کار اداری، آن را تشدید می‌کند.
معلوم می شود مرگ نامزد آمریکایی منصور دلیل بازگشت او به ایران است. جلال موافقت می‌کند که با مریم ازدواج سوری کند تا او بتواند از ایران خارج شود. در ضمن نشانی از جوان مجروح می یابد که در آسایشگاهی در آبادان است.
این اثر یکی از آثار فاخر نویسنده آزاداندیش و بزرگمرد زنده یاد  اسماعیل فصیح می‌باشد که از طرفی به مسئولیت پذیری دکتر منصور فرجام اشاره دارد و از طرفی هرج و مرج و بی قانونی در اوایل انقلاب را نشان می‌دهد، و باز هم عشق که مظهر و چشمه جوشان زندگی است را در  داستان زیبای مزبور می‌بینیم.  

## فیلمنامه
بهمن فرمان‌آرا فیلمنامه ای از این رمان نوشت، ولی اجازهٔ ساخت نگرفت.

## ترجمه
زمستان ۶۲ به آلمانی و عربی و انگلیسی ترجمه شده‌ است.